# Weird Tales
Weird Tales es una revista pulp estadounidense de fantasía y terror fundada por J. C. Henneberger y J. M. Lansinger en marzo de 1923. Su primer editor, Edwin Baird, publicó los primeros trabajos de H. P. Lovecraft, Seabury Quinn y Clark Ashton Smith, que posteriormente llegarían a ser autores de renombre, a pesar de lo cual al año de su lanzamiento la revista pasó por problemas financieros. Henneberger vendió a Lansinger su participación en la editorial, Rural Publishing Corporation, y refinanció la revista, con Farnsworth Wright como nuevo editor. El primer número a cargo de Wright fue el de noviembre de 1924. La revista tuvo más éxito con Wright al frente y, a pesar de algunos reveses financieros ocasionales prosperó durante los siguientes quince años. Bajo el control de Wright, la revista estuvo a la altura de su subtítulo, «The Unique Magazine», y publicó una gran variedad de ficción inusual.
En 1928 se publicó en la revista «The Call of Cthulhu» (La llamada de Cthulhu), primer relato de los Mitos de Cthulhu de Lovecraft, que tuvieron una gran acogida, y un grupo de escritores del denominado Círculo de Lovecraft escribió otros relatos ambientados en ese cosmicismo. Robert E. Howard fue un colaborador habitual y publicó varias de sus historias de Conan el Bárbaro en la revista, y la serie de relatos de Seabury Quinn sobre Jules de Grandin, un detective que se especializó en casos relacionados con lo sobrenatural, fue muy popular entre sus lectores. Otros autores populares fueron Nictzin Dyalhis, E. Hoffman Price, Robert Bloch y H. Warner Munn. Además de fantasía y el terror, Wright también publicó algo de ciencia ficción, en parte porque cuando se lanzó Weird Tales no había revistas especializadas en este género, pero siguió con esta política incluso después del lanzamiento de revistas especializadas como Amazing Stories en 1926. Edmond Hamilton escribió numerosos relatos de ciencia ficción para Weird Tales, aunque después de unos años utilizó la revista para sus historias del género fantástico y publicó sus relatos de space opera en otras revistas.
En 1938 la revista fue vendida a William Delaney, el editor de Short Stories, y en el plazo de dos años Wright, que estaba enfermo, fue sustituido por Dorothy McIlwraith. Aunque siguieron apareciendo algunos nuevos autores y artistas de éxito, como el escritor Ray Bradbury y el dibujante Hannes Bok, los críticos consideran que la revista decayó bajo la dirección de McIlwraith desde su apogeo en los años 1930. Weird Tales dejó de publicarse en 1954, aunque a partir de 1973 se han hecho numerosos intentos para relanzar la revista. La etapa más duradera de estos intentos comenzó en 1988 y se publicó bajo distintos editores, con alguna pausa ocasional, durante más de 20 años. A mediados de la década de 1990 se le cambió en nombre a Worlds of Fantasy & Horror debido a problemas de licencia, aunque volvió a su título original en 1998. En 2016 el último número publicado era el de primavera de 2014.
Está considerada por los historiadores de la fantasía y la ciencia ficción como una leyenda en el campo. Robert Weinberg, autor de una historia de la revista, la califica como «la más importante e influyente de todas las revistas de fantasía». El historiador Mike Ashley es más cauteloso, describiéndola como «la segunda, tras Unknown, en significado e influencia», aunque añade que «en algún lugar del interior de la imaginación de todos los escritores estadounidenses de terror (y muchos no estadounidenses) hay parte del espíritu de Weird Tales».

## Antecedentes
A finales del siglo XIX, las revistas populares normalmente no publicaban exclusivamente ficción, sino que incluían artículos de no ficción y poesía. En octubre de 1896, la revista Argosy, propiedad de Frank A. Munsey, fue la primera en publicar exclusivamente ficción, y en diciembre de ese año empezó a utilizar papel barato de pasta de madera. Los estudiosos de la historia de las revistas consideran actualmente que este hecho marcó el comienzo de la era de las revistas pulp. Durante años las revistas pulp tuvieron éxito sin restringir su contenido de ficción a ningún género específico, pero en 1906 Munsey lanzó Railroad Man's Magazine, la primera que se centró en una temática en particular. Le siguieron otras revistas que se especializaron en un género de ficción en concreto, empezando con Detective Story Magazine en 1915 y Western Story Magazine en 1919. La weird fiction, la ciencia ficción y la fantasía se incorporaron con frecuencia en las pulp de la época, pero a principios de la década de 1920 todavía no había ninguna revista centrada en ninguno de estos géneros, aunque The Thrill Book, lanzada en 1919 por Street & Smith con la intención de publicar historias «diferentes» o inusuales, se aproximaba a esta idea.
En 1922 J. C. Henneberger, periodista y editor de revistas que había publicado College Humor y Magazine of Fun, constituyó la editorial Rural Publishing Corporation of Chicago, en asociación con J. M. Lansinger. Su primera iniciativa fue Detective Tales, una revista pulp que aparecía dos veces al mes, comenzando con el número del 1 de octubre de 1922; inicialmente fue un fracaso y, como parte de un plan de refinanciación, Henneberger decidió publicar otra revista que le permitiera repartir parte del coste entre las dos. Henneberger había sido admirador durante mucho tiempo de Edgar Allan Poe, por lo que creó una revista de ficción que se centraría en el terror, a la que llamó Weird Tales.

## Historia editorial

### Rural Publishing

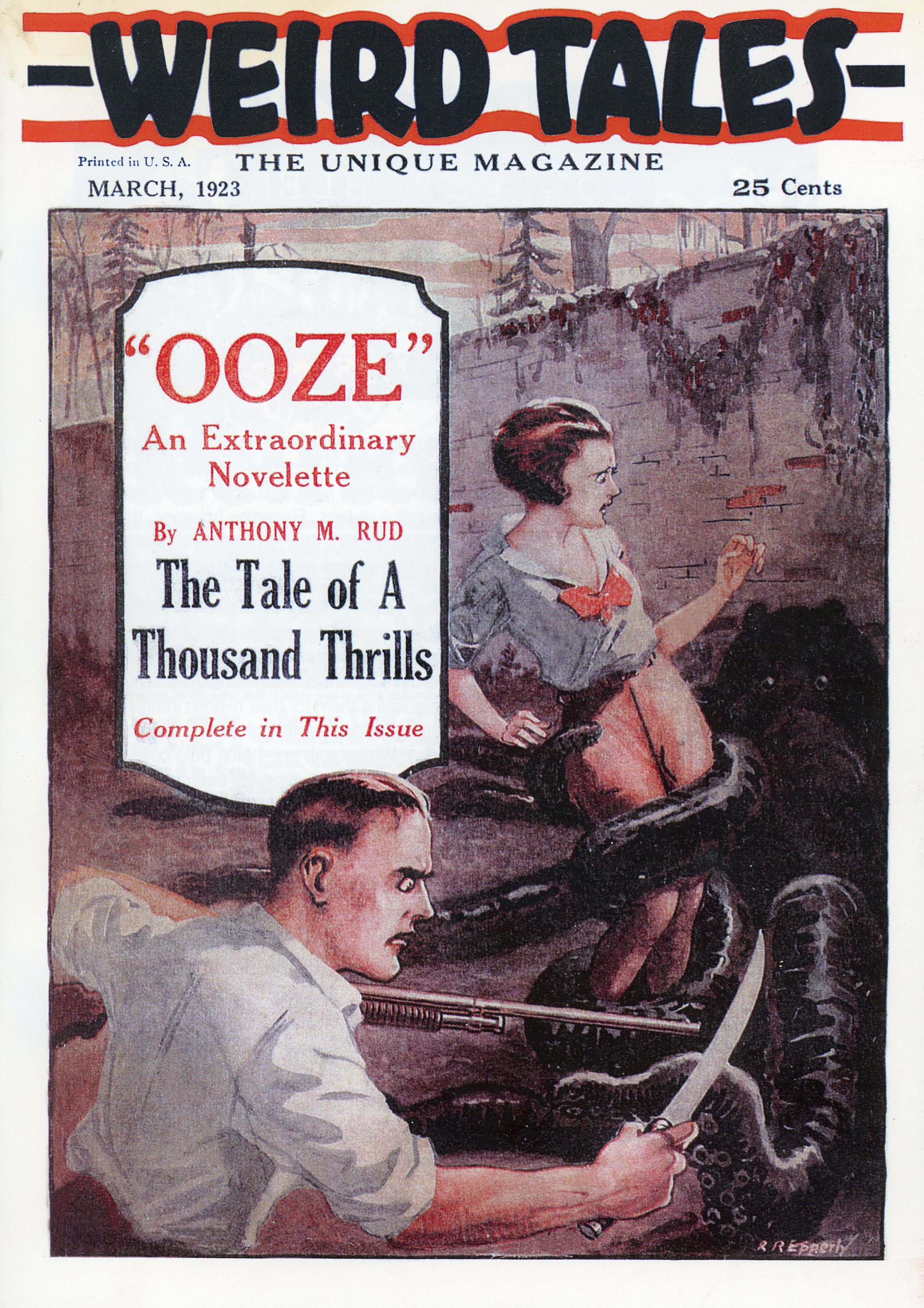
Portada del número de marzo de 1923, el primero de la revista.

| De 1923 a 1940 | De 1923 a 1940 | De 1923 a 1940 | De 1923 a 1940 | De 1923 a 1940 | De 1923 a 1940 | De 1923 a 1940 | De 1923 a 1940 | De 1923 a 1940 | De 1923 a 1940 | De 1923 a 1940 | De 1923 a 1940 | De 1923 a 1940 |
| | Ene            | Feb            | Mar            | Abr            | May            | Jun            | Jul            | Ago            | Sep            | Oct            | Nov            | Dic            |
| --- | -------------- | -------------- | -------------- | -------------- | -------------- | -------------- | -------------- | -------------- | -------------- | -------------- | -------------- | -------------- |
| 1923 |                |                | 1/1            | 1/2            | 1/3            | 1/4            | 2/1            | 2/1            | 2/2            | 2/3            | 2/4            |                |
| 1924 | 3/1            | 3/2            | 3/3            | 3/4            | 4/2            | 4/2            | 4/2            |                |                |                | 4/3            | 4/4            |
| 1925 | 5/1            | 5/2            | 5/3            | 5/4            | 5/5            | 5/6            | 6/1            | 6/2            | 6/3            | 6/4            | 6/5            | 6/6            |
| 1926 | 7/1            | 7/2            | 7/3            | 7/4            | 7/5            | 7/6            | 8/1            | 8/2            | 8/3            | 8/4            | 8/5            | 8/6            |
| 1927 | 9/1            | 9/2            | 9/3            | 9/4            | 9/5            | 9/6            | 10/1           | 10/2           | 10/3           | 10/4           | 10/5           | 10/6           |
| 1928 | 11/1           | 11/2           | 11/3           | 11/4           | 11/5           | 11/6           | 12/1           | 12/2           | 12/3           | 12/4           | 12/5           | 12/6           |
| 1929 | 13/1           | 13/2           | 13/3           | 13/4           | 13/5           | 13/6           | 14/1           | 14/2           | 14/3           | 14/4           | 14/5           | 14/6           |
| 1930 | 15/1           | 15/2           | 15/3           | 15/4           | 15/5           | 15/6           | 16/1           | 16/2           | 16/3           | 16/4           | 16/5           | 16/6           |
| 1931 | 17/1           | 17/2           | 17/2           | 17/3           | 17/3           | 17/4           | 17/4           | 18/1           | 18/2           | 18/3           | 18/4           | 18/5           |
| 1932 | 19/1           | 19/2           | 19/3           | 19/4           | 19/5           | 19/6           | 20/1           | 20/2           | 20/3           | 20/4           | 20/5           | 20/6           |
| 1933 | 21/1           | 21/2           | 21/3           | 21/4           | 21/5           | 21/6           | 22/1           | 22/2           | 22/3           | 22/4           | 22/5           | 22/6           |
| 1934 | 23/1           | 23/2           | 23/3           | 23/4           | 23/5           | 23/6           | 24/1           | 24/2           | 24/3           | 24/4           | 24/5           | 24/6           |
| 1935 | 25/1           | 25/2           | 25/3           | 25/4           | 25/5           | 25/6           | 26/1           | 26/2           | 26/3           | 26/4           | 26/5           | 26/6           |
| 1936 | 27/1           | 27/2           | 27/3           | 27/4           | 27/5           | 27/6           | 28/1           | 28/2           | 28/2           | 28/3           | 28/4           | 28/5           |
| 1937 | 29/1           | 29/2           | 29/3           | 29/4           | 29/5           | 29/6           | 30/1           | 30/2           | 30/3           | 30/4           | 30/5           | 30/6           |
| 1938 | 31/1           | 31/2           | 31/3           | 31/4           | 31/5           | 31/6           | 32/1           | 32/2           | 32/3           | 32/4           | 32/5           | 32/6           |
| 1939 | 33/1           | 33/2           | 33/3           | 33/4           | 33/5           | 34/1           | 34/1           | 34/2           | 34/3           | 34/4           | 34/5           | 34/6           |
| 1940 | 35/1           |                | 35/2           |                | 35/3           |                | 35/4           |                | 35/5           |                | 35/6           |                |
| Números publicados de Weird Tales de 1923 a 1940, en el formato volumen/número. Los editores fueron Edwin Baird (amarillo), Farnsworth Wright (azul) y Dorothy McIlwraith (verde). No hubo el número 4/1. |                |                |                |                |                |                |                |                |                |                |                |                |

Henneberger eligió a Edwin Baird, que estaba al cargo de Detective Tales, como editor de Weird Tales; Farnsworth Wright fue el primer corrector y Otis Adelbert Kline también trabajó en la revista, ayudando a Baird. Las tarifas que pagaban a los autores eran bajas, normalmente entre un cuarto y medio centavo por palabra, que subía hasta un centavo por palabra en el caso de los escritores más populares. Las ventas fueron inicialmente pobres y Henneberger pronto decidió cambiar el formato del tamaño pulp estándar al large pulp, para hacer la revista más visible. Esto tuvo poco efecto a largo plazo en las ventas, aunque el primer número en el nuevo tamaño, con fecha de portada mayo de 1923, fue el único que vendió toda su tirada el primer año, probablemente porque incluía la primera entrega de una popular serie de A. G. Birch, The Moon Terror.
La revista supuso una considerable pérdida económica bajo la dirección de Baird: tras la publicación de trece números, la deuda total era de más de 40 000 dólares. Mientras tanto, Detective Tales había sido renombrada como Real Detective Tales y estaba dando beneficios, al igual que College Humor. Henneberger decidió vender ambas revistas a Lansinger e invertir el dinero obtenido en Weird Tales. Esta operación no se refería a los 40 000 dólares en deudas, muchas de las cuales eran con la empresa que imprimía la revista; la imprenta era propiedad de B. Cornelius, quien aceptó la sugerencia de Henneberger de que la deuda se convirtiera en una participación mayoritaria en una nueva empresa, Popular Fiction Publishing. Esto no eliminaría todas las deudas de la revista, pero suponía que Weird Tales podría seguir publicándose y tal vez volver a ser rentable. Cornelius estuvo de acuerdo en que si la revista llegaba a ser lo suficientemente rentable como para pagarle lo que le debían, renunciaría a sus acciones en la compañía. Cornelius se convirtió en el tesorero de la compañía; el gerente de negocios fue William (Bill) Sprenger, quien había trabajado para Rural Publishing. Henneberger tenía la esperanza de refinanciar la deuda con la ayuda de otra imprenta, Hall Printing Company, propiedad de Robert Eastman.
Baird se quedó con Lansinger, y Henneberger escribió a H. P. Lovecraft, que había vendido algunas historias a Weird Tales, para ver si estaría interesado en aceptar su puesto. Henneberger le ofreció diez semanas de pago por adelantado, pero con la condición de que Lovecraft se trasladara a Chicago, donde estaba ubicada la sede de la revista. Lovecraft describió los planes de Henneberger en una carta a Frank Belknap Long como «una nueva revista para cubrir el campo de los escalofriantes Poe-Machen». Lovecraft no quería marcharse de Nueva York, a donde recientemente se había mudado con su nueva novia, además de su desagrado por el frío clima de Chicago. Pasó varios meses considerando la oferta a mediados de 1924 sin tomar una decisión, recibiendo visitas de Henneberger en Brooklyn en más de una ocasión, pero finalmente, o bien se negó o Henneberger simplemente desistió. Al final del año Wright fue contratado como el nuevo editor de la revista. El último número con Baird en la mancheta fue una edición combinada de mayo/junio/julio, con 192 páginas, una revista mucho más voluminosa que las ediciones anteriores, y que fue obra de Wright y Kline, en lugar de Baird.

### Popular Fiction

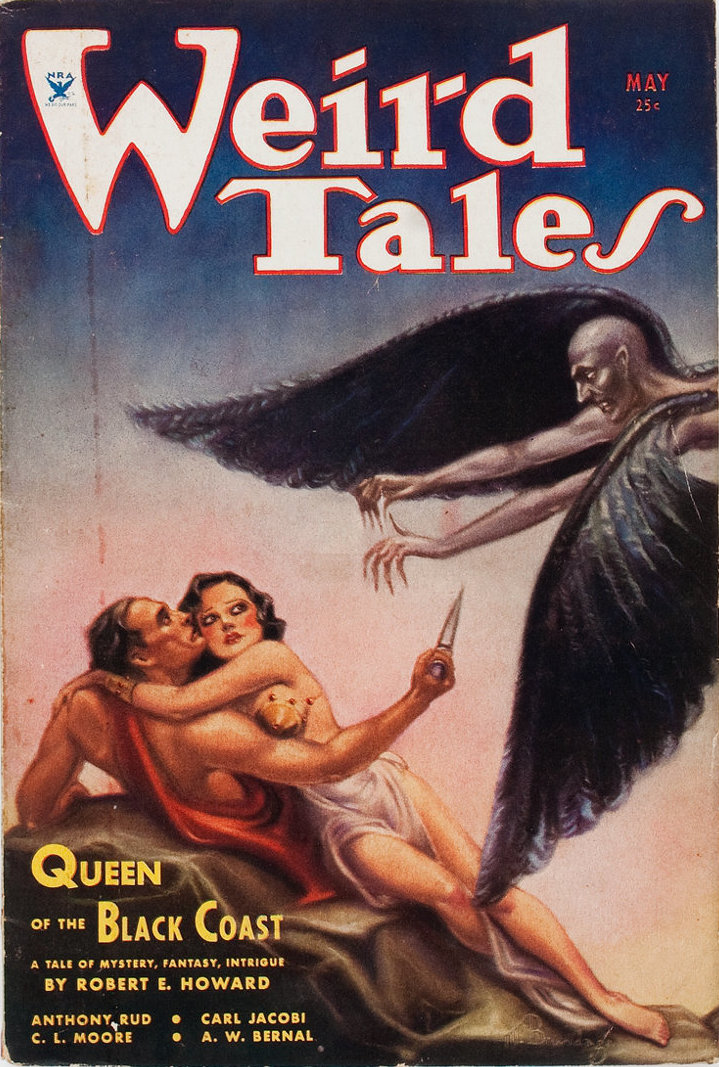
Portada de mayo de 1934 ilustrando La reina de la Costa Negra, uno de los relatos de la serie Conan el Bárbaro, de Robert E. Howard.

Henneberger le dio a Wright el control total de la revista y no se involucró en la selección de relatos. En torno a 1921, Wright había comenzado a padecer la enfermedad de Parkinson y mientras ejercía como editor los síntomas fueron incrementándose gradualmente. A finales de la década de 1920 ya era incapaz de firmar con su nombre, y a finales de la década de 1930 Bill Sprenger lo estaba ayudando a trabajar y a volver a casa. El primer número con Wright como editor fue el de noviembre de 1924; la revista inmediatamente pasó a publicarse mensualmente de forma regular y volvió de nuevo al formato pulp. La tarifa de pago a los autores fue inicialmente baja, con un límite de medio centavo por palabra hasta 1926, cuando se incrementó a un centavo por palabra. Con el tiempo se fueron abonando algunas de las deudas de Popular Fiction Publishing, y la tarifa de pago más alta subió hasta un centavo y medio por palabra. Aunque Popular Fiction continuó con su sede en Chicago, las oficinas editoriales estuvieron en Indianápolis durante un tiempo, aunque se trasladaron a Chicago hacia finales de 1926. Después de un breve período en la calle Broadway, las oficinas se trasladaron al 840 de Avenida Míchigan Norte, donde permanecería hasta 1938.
En 1927 Popular Fiction publicó The Moon Terror, de A. G. Birch, una de las series más populares de Weird Tales, como un libro en tapa dura, incluyendo otros tres relatos del primer año de la revista. Uno de estos relatos, «An Adventure in the Fourth Dimension», era del propio Wright. El libro se vendió mal y se estuvo ofreciendo a precio reducido en las páginas de Weird Tales durante veinte años, llegando a ofrecerse en un momento dado como regalo a los nuevos suscriptores. En 1930 Cornelius lanzó una revista complementaria, Oriental Stories, pero que no tuvo éxito, aunque logró mantenerse durante más de tres años antes de que Cornelius la abandonara. A finales de 1930 Weird Tales sufrió otro revés financiero cuando una quiebra bancaria congeló la mayor parte del dinero en efectivo de la revista. Henneberger la pasó a una periodicidad bimestral a partir del número de febrero/marzo de 1931; seis meses más tarde, con el número de agosto de 1931, volvió a ser mensual. Dos años después el banco de la revista seguía teniendo problemas financieros y el pago a los autores se estaba retrasando considerablemente.
La Gran Depresión también golpeó a la Hall Printing Company, la imprenta con la que Henneberger esperaba hacerse cargo de la deuda de Cornelius; Robert Eastman, el dueño de Hall, llegó un momento en que fue incapaz de abonar las nóminas. Eastman murió en 1934, y con él se esfumaron los planes de Henneberger para recuperar el control de Weird Tales. La revista se convirtió en una de las primeras pulps de ciencia ficción, habitualmente destacando en cada número uno de los relatos de ficción científica. A menudo el relato destacado era de Edmond Hamilton, muy popular en las revistas de ciencia ficción. Wright también vendía libros en tapa dura de algunos de sus autores más populares, como Kline, a través de las páginas de Weird Tales. Aunque la revista nunca fue muy rentable, Wright estaba bien pagado. Robert Weinberg, autor de una historia de Weird Tales, documenta un rumor de que Wright no cobraba por gran parte de su trabajo en la revista, pero de acuerdo con E. Hoffman Price, un amigo íntimo de Wright que ocasionalmente leía manuscritos para él, Wright cobraba unos 600 dólares al mes en 1927.

### William Delaney
| De 1941 a 1954 | De 1941 a 1954 | De 1941 a 1954 | De 1941 a 1954 | De 1941 a 1954 | De 1941 a 1954 | De 1941 a 1954 | De 1941 a 1954 | De 1941 a 1954 | De 1941 a 1954 | De 1941 a 1954 | De 1941 a 1954 | De 1941 a 1954 |
| | Ene            | Feb            | Mar            | Abr            | May            | Jun            | Jul            | Ago            | Sep            | Oct            | Nov            | Dic            |
| --- | -------------- | -------------- | -------------- | -------------- | -------------- | -------------- | -------------- | -------------- | -------------- | -------------- | -------------- | -------------- |
| 1941 | 35/7           |                | 35/8           |                | 35/9           |                | 35/10          |                | 36/1           |                | 36/2           |                |
| 1942 | 36/3           |                | 36/4           |                | 36/5           |                | 36/6           |                | 36/7           |                | 36/8           |                |
| 1943 | 36/9           |                | 36/10          |                | 36/11          |                | 36/12          |                | 37/1           |                | 37/2           |                |
| 1944 | 37/3           |                | 37/4           |                | 37/5           |                | 37/6           |                | 38/1           |                | 38/2           |                |
| 1945 | 38/3           |                | 38/4           |                | 38/5           |                | 38/6           |                | 39/1           |                | 39/2           |                |
| 1946 | 39/3           |                | 39/4           |                | 39/5           |                | 39/6           |                | 39/7           |                | 39/8           |                |
| 1947 | 39/9           |                | 39/10          |                | 39/11          |                | 39/11          |                | 39/12          |                | 40/1           |                |
| 1948 | 40/2           |                | 40/3           |                | 40/4           |                | 40/5           |                | 40/6           |                | 41/1           |                |
| 1949 | 41/2           |                | 41/3           |                | 41/4           |                | 41/5           |                | 41/6           |                | 42/1           |                |
| 1950 | 42/2           |                | 42/3           |                | 42/4           |                | 42/5           |                | 42/6           |                | 43/1           |                |
| 1951 | 43/2           |                | 43/3           |                | 43/4           |                | 43/5           |                | 43/6           |                | 44/1           |                |
| 1952 | 44/2           |                | 44/3           |                | 44/4           |                | 44/5           |                | 44/6           |                | 44/7           |                |
| 1953 | 44/8           |                | 45/1           |                | 45/2           |                | 45/3           |                | 45/4           |                | 45/5           |                |
| 1954 | 45/6           |                | 46/1           |                | 46/2           |                | 46/3           |                | 46/4           |                |                |                |
| Números publicados de Weird Tales de 1941 a 1954, en el formato volumen/número. La editora fue Dorothy McIlwraith. El aparente error de duplicidad en el 39/11, en realidad es correcto. |                |                |                |                |                |                |                |                |                |                |                |                |

Cornelius se retiró en 1938, y Popular Fiction Publishing fue vendida a William J. Delaney, quien fuera editor de Short Stories, una exitosa revista pulp de ficción general con sede en Nueva York. Sprenger y Wright recibieron parte de las acciones de Cornelius; Sprenger dejó la compañía, pero Wright se mudó a Nueva York y siguió en ella. La parte de Popular Fiction correspondiente a Henneberger se convirtió en una pequeña participación en la nueva compañía, Weird Tales, Inc., una filial de la Short Stories, Inc. de Delaney. Dorothy McIlwraith, editora de Short Stories, pasó a ser asistente de Wright, y durante los dos años siguientes Delaney trató de aumentar los beneficios ajustando el número de páginas y el precio de la revista. Un aumento de 144 a 160 páginas a partir del número de febrero de 1939, junto con el uso de papel más barato (y por lo tanto más grueso), hizo la revista más voluminosa, pero no consiguió aumentar las ventas. En septiembre de 1939 el número de páginas bajó a 128 y el precio se redujo de 25 a 15 centavos. A partir de enero de 1940 la salida pasó a ser bimestral, un cambio que se mantuvo hasta el cierre de la revista catorce años más tarde. Ninguno de estos cambios tuvo el efecto deseado y las ventas siguieron languideciendo. En marzo de 1940, Wright se fue y fue reemplazado por McIlwraith como editora; los historiadores estudiosos de la revista difieren en cuanto a si fue despedido debido a las malas ventas, o a causa de su salud (el Parkinson estaba ya tan avanzado que tenía problemas para caminar sin ayuda). Wright se operó para reducir el dolor que estaba padeciendo, pero nunca se recuperó completamente y murió en junio de ese año.
El primer número de McIlwraith fue el de abril de 1940. Contó con la ayuda de Lamont Buchanan, que trabajó para ella como editor asistente y editor artístico tanto en Weird Tales como en Short Stories. August Derleth también prestó asistencia y asesoramiento, aunque no tenía una relación formal con la revista. La mayor parte del presupuesto de McIlwraith fue a parar a Short Stories, ya que era la revista con más éxito; en 1953 la tarifa de pago para la ficción en Weird Tales  era de un centavo por palabra, muy por debajo de las tarifas que estaban pagando las otras revistas de ciencia ficción y fantasía de la época. La escasez provocada por la guerra también causó problemas y el número de páginas se redujo, primero a 112 páginas en 1943, y luego a 96 al año siguiente.
El precio de la revista se incrementó a 20 centavos en 1947 y a 25 centavos en 1949, pero no solo fue Weird Tales la que estaba sufriendo, pues toda la industria de las pulp estaba en declive. Delaney cambió el formato de la revista al digest en el número de septiembre de 1953, pero no hubo una recuperación. En 1954, Weird Tales y Short Stories dejaron de publicarse; en ambos casos el último número fue el de septiembre de 1954.

### Años 1970 y principios de los 1980
| 1973 |       | 47/1 | 47/2 | 47/3 |  |  |  |  |  |  |  |  |
| 1974 |       | 47/4 |      |      |  |  |  |  |  |  |  |  |
| |       |      |      |      |  |  |  |  |  |  |  |  |
| 1981 | 1 y 2 |      | 3    |      |  |  |  |  |  |  |  |  |
| |       |      |      |      |  |  |  |  |  |  |  |  |
| 1983 | 4     |      |      |      |  |  |  |  |  |  |  |  |
| 1984 |       |      | 49/1 |      |  |  |  |  |  |  |  |  |
| 1985 |       |      |      | 49/2 |  |  |  |  |  |  |  |  |
| |       |      |      |      |  |  |  |  |  |  |  |  |
| 1988 | 50/1  | 50/2 | 50/3 | 50/4 |  |  |  |  |  |  |  |  |
| 1989 |       |      | 51/1 | 51/2 |  |  |  |  |  |  |  |  |
| 1990 | 51/3  | 51/4 | 52/1 | 52/2 |  |  |  |  |  |  |  |  |
| 1991 | 52/3  | 52/4 | 53/1 | 53/2 |  |  |  |  |  |  |  |  |
| 1992 | 53/3  |      |      | 53/4 |  |  |  |  |  |  |  |  |
| 1993 | 53/3  | 53/3 |      |      |  |  |  |  |  |  |  |  |
| 1994 | 53/3  | 1/1  |      |      |  |  |  |  |  |  |  |  |
| 1995 | 1/2   |      |      |      |  |  |  |  |  |  |  |  |
| 1996 |       | 1/3  |      | 1/4  |  |  |  |  |  |  |  |  |
| |       |      |      |      |  |  |  |  |  |  |  |  |
| 1998 |       | 55/1 | 55/2 |      |  |  |  |  |  |  |  |  |
| 1999 | 55/3  | 55/4 | 56/1 | 56/2 |  |  |  |  |  |  |  |  |
| 2000 | 56/3  | 56/4 | 57/1 | 57/2 |  |  |  |  |  |  |  |  |
| 2001 | 57/3  | 57/4 | 58/1 | 58/2 |  |  |  |  |  |  |  |  |
| 2002 | 58/3  | 58/4 | 59/1 | 59/2 |  |  |  |  |  |  |  |  |
| Números de Weird Tales de 1973 a 2002 (en diversas etapas), en el formato volumen/número. Téngase en cuenta que los cuatro números que comenzaron con el de verano de 1994 se publicaron como Worlds of Fantasy & Horror. Nótese también que cinco de los números de invierno fueron fechados con dos años: 1988/1989, 1992/1993; 1996/1997, 2001/2002 y 2002/2003. Los editores fueron Moskowitz (gris), Carter (púrpura), Ackerman y Lamont (rosa brillante), Garb (verde), Schweitzer, Scithers y Betancourt (naranja); Schweitzer (rosa oscuro) y Scithers y Schweitzer (amarillo). |       |      |      |      |  |  |  |  |  |  |  |  |

A mediados de los años 1950, Leo Margulies, figura conocida en el mundo de la publicación de revistas, lanzó una nueva empresa, Renown Publications, con planes de publicar varias revistas. Margulies adquirió los derechos Weird Tales y Short Stories con la intención de relanzarlas. Abandonó un plan para volver a publicar Weird Tales en 1962 utilizando reimpresiones de la revista original aconsejado por Sam Moskowitz, quien consideraba que había poco mercado para la ficción extraña y el terror en aquel momento; en lugar de ello, Margulies utilizó números antiguos de Weird Tales en cuatro antologías que aparecieron a principios de los años 1960: The Unexpected, The Ghoul-Keepers, Weird Tales y Worlds of Weird. Los dos últimos fueron coeditados por Moskowitz, quien le propuso a Margulies que cuando llegara el momento de relanzar la revista, debería incluir reimpresiones de fuentes desconocidas que Moskowitz había encontrado, más que solo los relatos reimpresos de la primera etapa de Weird Tales. Estos relatos serían tan buenos como los nuevos para la mayoría de los lectores, y el dinero ahorrado podría utilizarse para algún ocasional relato nuevo.
La nueva versión de Weird Tales la publicó finalmente Renown Publications, en abril de 1973, con Moskowitz como editor. Tenía una mala distribución y las ventas eran demasiado bajas para su sostenibilidad; según Moskowitz, las ventas promedio fueron de 18 000 ejemplares por número, muy por debajo de los 23 000 que habrían sido necesarios para que la revista sobreviviera. El cuarto número, del verano de 1974, fue el último, ya que Margulies dejó de publicar todas sus revistas, excepto Mike Shayne Mystery Magazine, que fue la única que obtuvo ganancias. Mike Ashley, un historiador de las revistas de ciencia ficción, dice que Moskowitz de todas formas no estaba dispuesto a continuar, ya que estaba molesto por la minuciosa participación de Margulies en las tareas editoriales cotidianas, como la edición de manuscritos y la presentación de escritos.
Margulies murió al año siguiente y su viuda, Cylvia Margulies, decidió vender los derechos de la revista. Forrest J. Ackerman, un fan editor de ciencia ficción, fue uno de los interesados en hacerse con la publicación, pero ella prefirió vendérsela a Victor Dricks y Robert Weinberg. Weinberg a su vez le cedió derechos sobre la revista a Lin Carter, quien interesó a una editorial, Zebra Books, en el proyecto. El resultado fue una serie de cuatro antologías en formato de libro de bolsillo, editadas por Lin Carter, que aparecieron entre 1981 y 1983; originalmente se había planeado publicar estas antologías trimestralmente, pero finalmente las dos primeras aparecieron en diciembre de 1980 y ambas tenían fecha de portada primavera de 1981. La siguiente fue la de otoño de 1981; Weinberg revocó los derechos de Carter en 1982 por impago, pero la cuarta estaba ya finalizada y apareció finalmente con fecha de portada verano de 1983.
En 1982 Sheldon Jaffery y Roy Torgeson se reunieron con Weinberg para proponerle convertirse en licenciatarios, pero Weinberg decidió no aceptar la oferta. Al año siguiente, Brian Forbes le hizo a Weinberg otra oferta. La compañía de Forbes, Bellerophon Network, tenía una imprenta en Los Ángeles, The Wizard. El historiador Mike Ashley dice que Weinberg solo pudo contactar con Forbes por teléfono, e incluso eso no siempre fue posible, por lo que las negociaciones fueron lentas. El director editorial de Forbes era Gordon Garb y el editor de ficción era Gil Lamont; Forrest Ackerman también colaboró, principalmente obteniendo material para incluir en la revista. Hubo mucha confusión entre los diversos participantes en el proyecto: según Locus, una revista especializada en la ciencia ficción, «Ackerman dice que no ha tenido contacto con la editorial Forbes, no sabe qué pasará con el material conjunto y que está tan a oscuras como todos los demás. Lamont dice que todavía está renegociando su contrato y no está seguro de dónde se encuentra», El plan original era que apareciera el primer número en agosto de 1984, con fecha de portada julio/agosto, pero antes de su publicación se tomó la decisión de cambiar el contenido, y finalmente apareció un nuevo número totalmente reestructurado al final del año, con fecha otoño 1984. Incluso con este retraso, aún no se había llegado a un acuerdo final con Weinberg sobre la cesión de licencias. Solo se imprimieron 12 500 ejemplares, que fueron enviados a dos distribuidores que entraron en bancarrota. Como resultado, se vendieron pocos ejemplares y los distribuidores no le pagaron a Forbes. A pesar del revés financiero, Forbes intentó continuar, y publicó un segundo número. Su fecha de portada fue invierno de 1985, pero no se publicó hasta junio de 1986. Se imprimieron pocos ejemplares; los informes de la tirada real varían entre 1500 y 2300 ejemplares en total. Mark Monsolo era el editor de ficción, pero Garb continuó como director editorial; Lamont ya no estaba involucrado con la revista.

### Terminus Publishing y sucesoras
A finales de los años 1980, Weinberg cedió los derechos de la revista a George H. Scithers, John Gregory Betancourt y Darrell Schweitzer, que formaron Terminus Publishing, con sede en Filadelfia. En lugar de enfocar la distribución a través de los quioscos, que era costosa y se había vuelto menos efectiva en los años ochenta, planeaban formar una base de suscriptores directos y vender la revista a través de tiendas especializadas. El primer número tuvo como fecha de portada primavera de 1988, pero se editó lo suficientemente pronto como para estar ya disponible en la Convención Mundial de Fantasía de 1987 en Nashville, Tennessee. El tamaño era igual que la versión pulp original, aunque estaba impreso en papel de mejor calidad. También hubo versiones de tapa dura de edición limitada de cada número, firmados por los autores. Weird Tales recibió en 1992 un Premio Mundial de Fantasía especial, por lo que es evidente que la revista era acertada en términos de calidad, pero las ventas eran insuficientes para cubrir costes. Para ahorrar dinero se cambió el formato a un tamaño más grande, a partir del número de invierno 1992/1993, pero la revista siguió con problemas financieros y los números se publicaron de forma irregular los años siguientes. El número de verano de 1993 fue el último en tener una edición en tapa dura; también fue el último, por un tiempo, en publicarse como Weird Tales, ya que Weinberg no renovó la licencia. La revista pasó a llamarse Worlds of Fantasy & Horror, y la numeración de los volúmenes se inició en el volumen 1 número 1, aunque solo durante cuatro números y después se volvió a seguir con la numeración anterior, por lo que los cuatro números publicados como Worlds of Fantasy & Horror entre 1994 y 1996 son considerados por los bibliógrafos como parte integrante de la serie de Weird Tales y no como una revista distinta.
En abril de 1995 HBO anunció que tenía planes de convertir Weird Tales en una serie de televisión de antología de tres episodios, similar a Tales from the Crypt. El acuerdo para los derechos fue llevado a cabo por los guionistas Mark Patrick Carducci y Peter Atkins. Tim Burton, Francis Ford Coppola y Oliver Stone fueron productores ejecutivos y estaba previsto que cada uno dirigiera un episodio. Stone iba a ser director del piloto, pero la serie nunca llegó a realizarse.
| De 2003 a 2008 | De 2003 a 2008 | De 2003 a 2008 | De 2003 a 2008 | De 2003 a 2008 | De 2003 a 2008 | De 2003 a 2008 | De 2003 a 2008 | De 2003 a 2008 | De 2003 a 2008 | De 2003 a 2008 | De 2003 a 2008 | De 2003 a 2008 |
| | Primavera      | Primavera      | Primavera      | Verano         | Verano         | Verano         | Otoño          | Otoño          | Otoño          | Invierno       | Invierno       | Invierno       |
| | Ene            | Feb            | Mar            | Abr            | May            | Jun            | Jul            | Ago            | Sep            | Oct            | Nov            | Dic            |
| --- | -------------- | -------------- | -------------- | -------------- | -------------- | -------------- | -------------- | -------------- | -------------- | -------------- | -------------- | -------------- |
| 2003 | 59/3           | 59/3           | 59/3           |                |                |                | 59/4           | 59/4           | 60/1           | 60/1           |                |                |
| 2004 | 60/2           | 60/2           | 60/3           | 60/3           |                |                |                |                |                |                |                | 60/4           |
| 2005 |                |                |                |                |                |                |                |                | 337            |                |                |                |
| 2006 |                | 338            |                | 339            |                | 340            |                | 341            | 341            | 342            | 342            |                |
| 2007 |                | 343            | 343            | 344            | 344            | 345            | 345            |                | 346            | 346            | 347            | 347            |
| 2008 | 348            | 348            | 349            | 349            |                |                | 350            | 350            | 351            | 351            | 352            | 352            |
| Números de Weird Tales de 2003 a 2008, en el formato volumen/número. La mayoría de los números se publicaban con el mes o con dos meses como fecha de portada (por ejemplo, marzo/abril 2004). Un número, el de primavera de 2003, se publicó con la estación. Los editores fueron Scithers y Schweitzer (amarillo); Scithers, Schweitzer y Betancourt (naranja); Segal (azul); y Vandermeer (gris). |                |                |                |                |                |                |                |                |                |                |                |                |

En 1997 no apareció ningún número, pero en 1998 Scithers y Schweitzer negociaron un acuerdo con Warren Lupine de DNA Publications que les permitió comenzar a publicar Weird Tales bajo licencia una vez más. El primer número se publicó con fecha de portada verano de 1998 y, aunque no se publicó el número de invierno de 1998, se mantuvo una periodicidad trimestral regular durante los siguientes cuatro años y medio. Las ventas eran escasas, nunca superiores a los 6000 ejemplares, y ADN comenzó a pasar por dificultades financieras. Wildside Press, propiedad de John Betancourt, se unió a ADN y Terminus Publishing como coeditora, a partir del número de julio/agosto de 2003, y la revista volvió a publicarse con cierta regularidad durante unos meses. Se produjo una prolongada interrupción a partir del número de diciembre de 2004, que apareció a principios de 2005 y fue el último número bajo el acuerdo con ADN. Wildside Press compró la revista y Betancourt se unió de nuevo a Scithers y Schweitzer como coeditor.
| De 2009 a 2014 | De 2009 a 2014 | De 2009 a 2014 | De 2009 a 2014 | De 2009 a 2014 | De 2009 a 2014 |
| | Invierno       | Primavera      | Verano         | Otoño          | Invierno       |
| --- | -------------- | -------------- | -------------- | -------------- | -------------- |
| 2009 |                | 353            |                | 354            |                |
| 2010 |                | 355            | 356            |                |                |
| 2011 |                | 357            | 358            |                | sn             |
| 2012 | 359            |                |                | 360            |                |
| 2013 |                |                | 361            |                |                |
| 2014 |                | 362            |                |                |                |
| Números de Weird Tales de 2009 a 2014. El que aparece como «sn» no tuvo número; se trataba de un ejemplar promocional regalado en la Convención Mundial de Fantasía. Los editores fueron Vandermeer (gris); Segal (azul); y Kaye (malva). |                |                |                |                |                |

El primer número de Wildside Press fue el de septiembre de 2005, y a partir del número siguiente, con fecha de portada febrero de 2006, la revista pudo publicarse con una periodicidad más o menos bimensual por algún tiempo. A principios de 2007, Wildside anunció una renovación de Weird Tales, nombrando a Stephen H. Segal como director editorial y creativo y más tarde reclutando a Ann VanderMeer como el nuevo editor de ficción. En enero de 2010 la revista anunció que Segal dejaba la dirección editorial para convertirse en editor de Quirk Books. VanderMeer fue ascendido a editor jefe y Mary Robinette Kowal se unió a la plantilla como directora artística y Segal se convirtió en editor de contenidos.
El 23 de agosto de 2011 John Betancourt anunció que Wildside Press vendería la revista a Marvin Kaye y John Harlacher de Nth Dimension Media. Marvin Kaye se hizo cargo de los principales deberes editoriales. El número 359, el primero de los nuevos editores, se publicó a finales de febrero de 2012. Algunos meses antes del lanzamiento del número 359, se entregó una edición especial gratuita en la Convención Mundial de Fantasía a los asistentes interesados. En 2016, el último número publicado era el de primavera de 2014.

### Edwin Baird

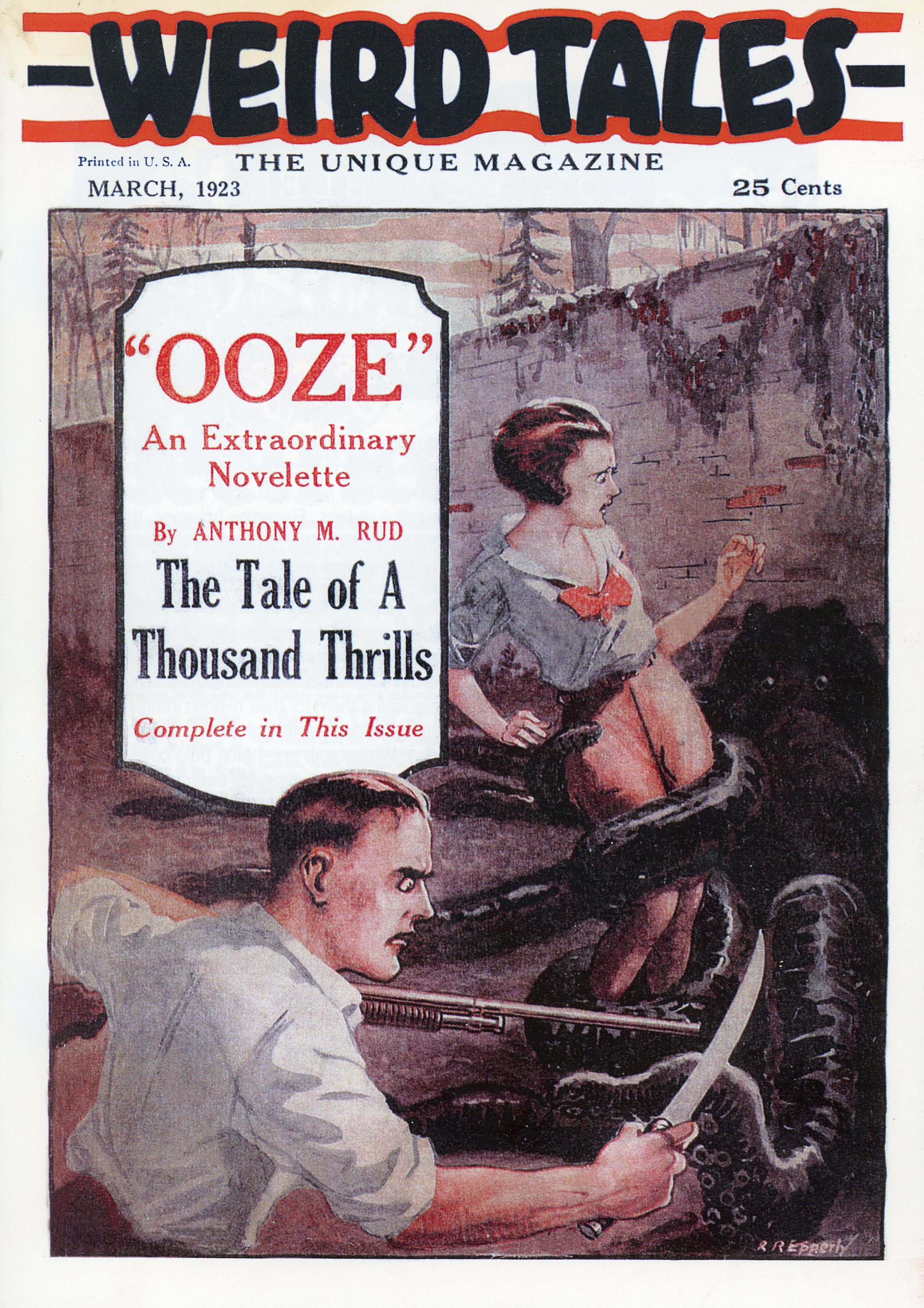
Primer número de Weird Tales, de marzo de 1923. La portada es obra de R. R. Epperly.

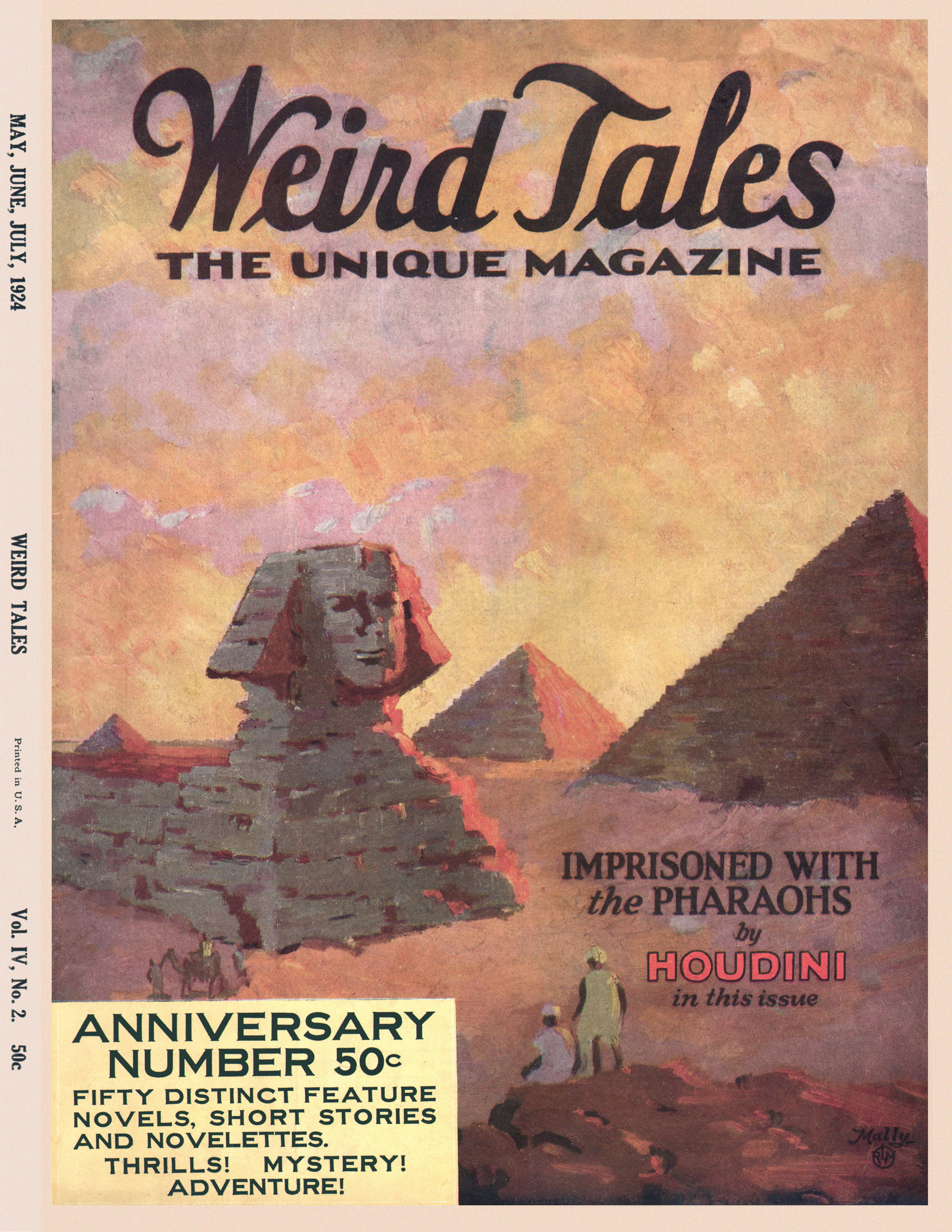
Portada de la edición de mayo-junio-julio de 1924 de Weird Tales, con Encerrado con los faraones.

### Farnsworth Wright

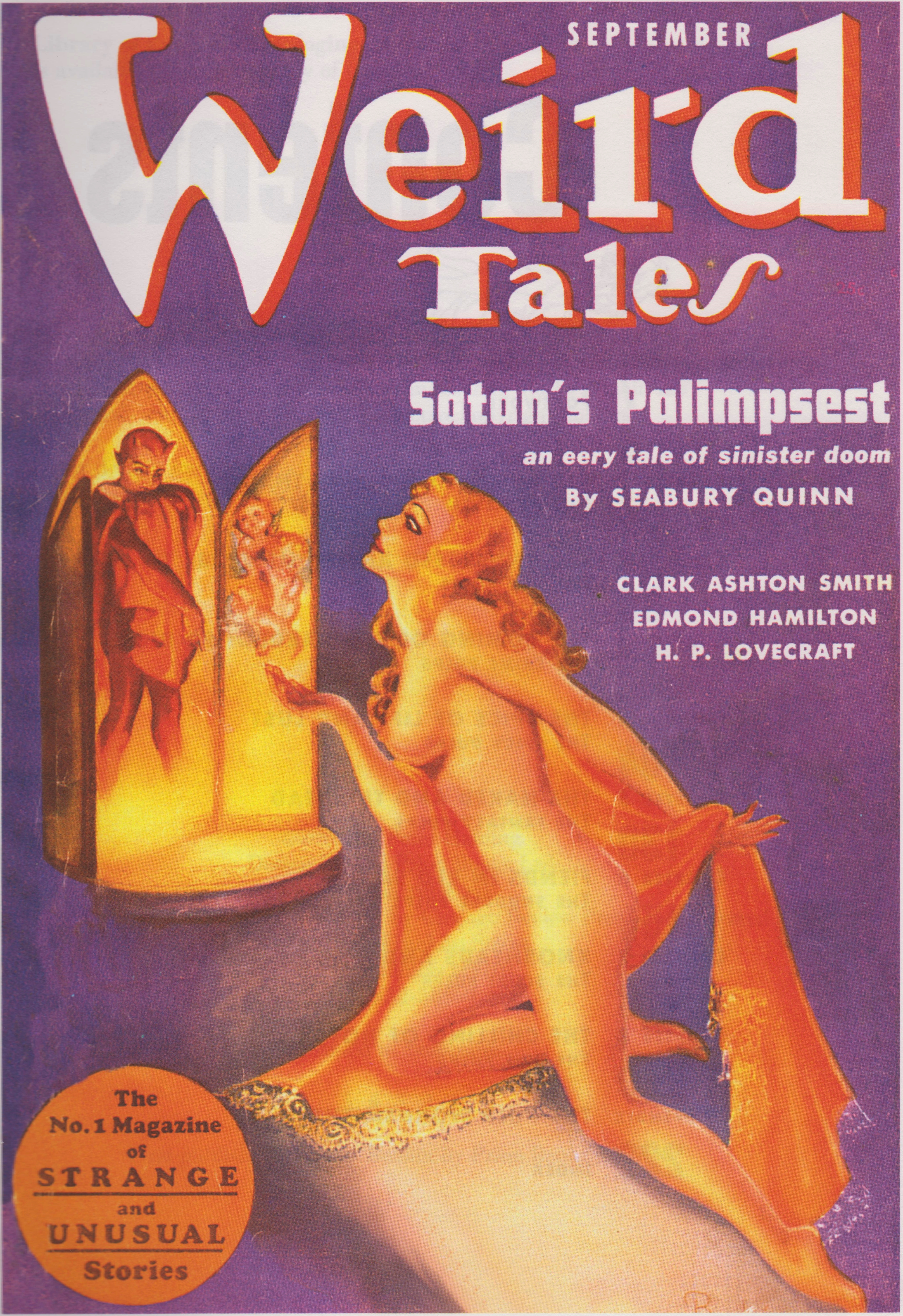
Una de las portadas con desnudos de Margaret Brundage, en el número de septiembre de 1937.

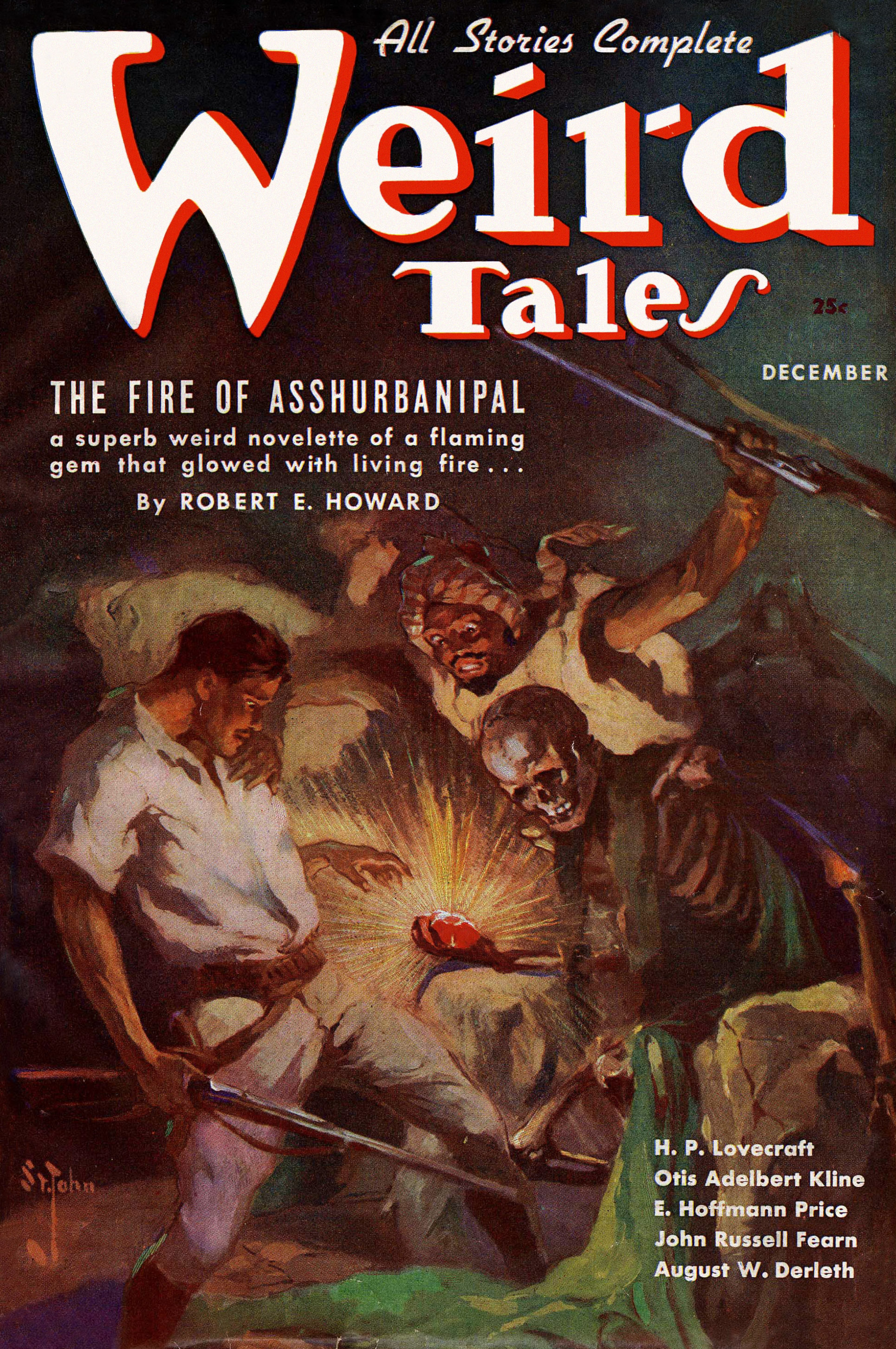
Portada del número de diciembre de 1936, obra de J. Allen St. John, ilustrando el relato de Robert E. Howard The Fire of Asshurbanipal.

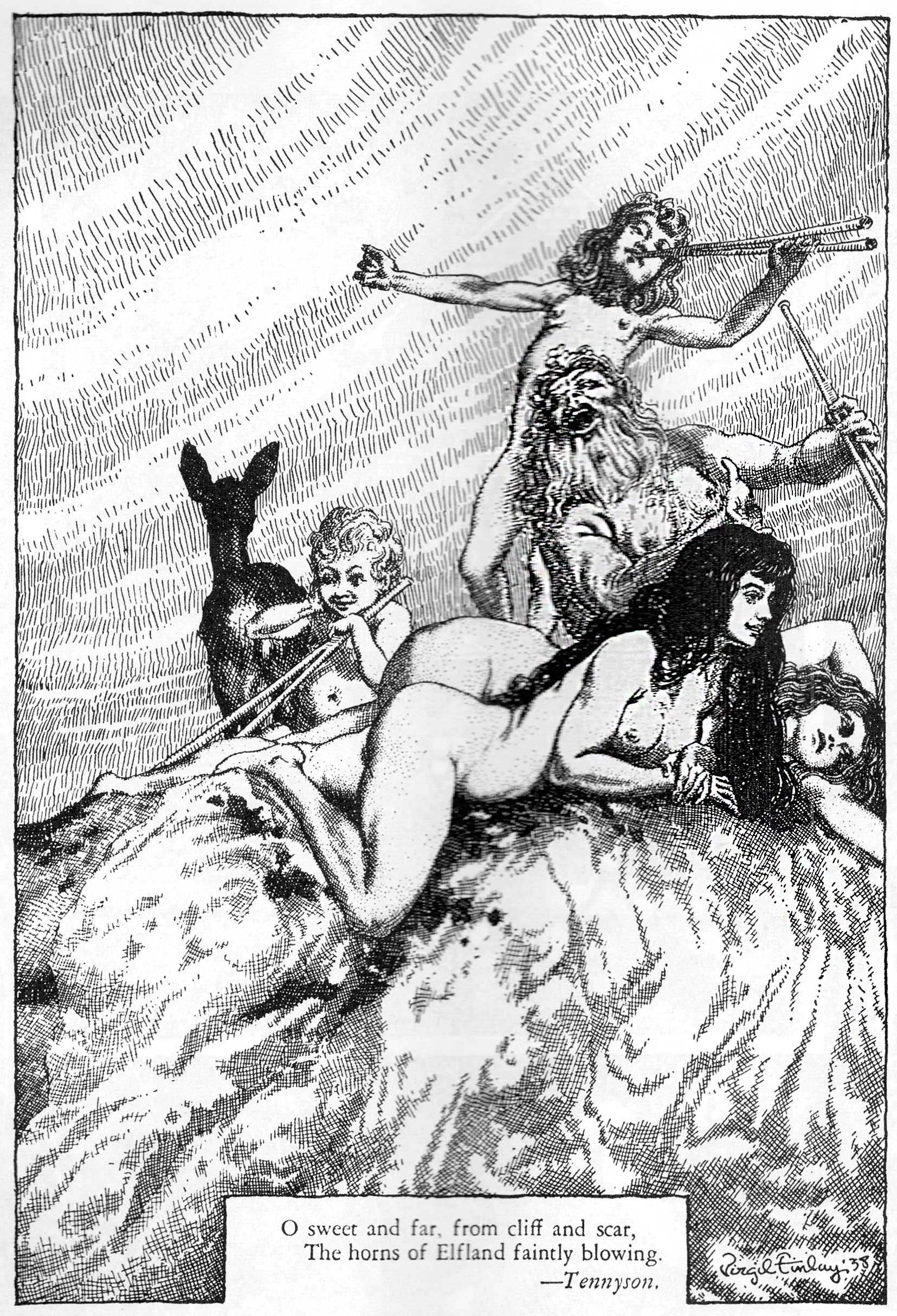
Ilustración de Virgil Finlay para el relato de Alfred Tennyson «The Princess», en el número de octubre de 1938.

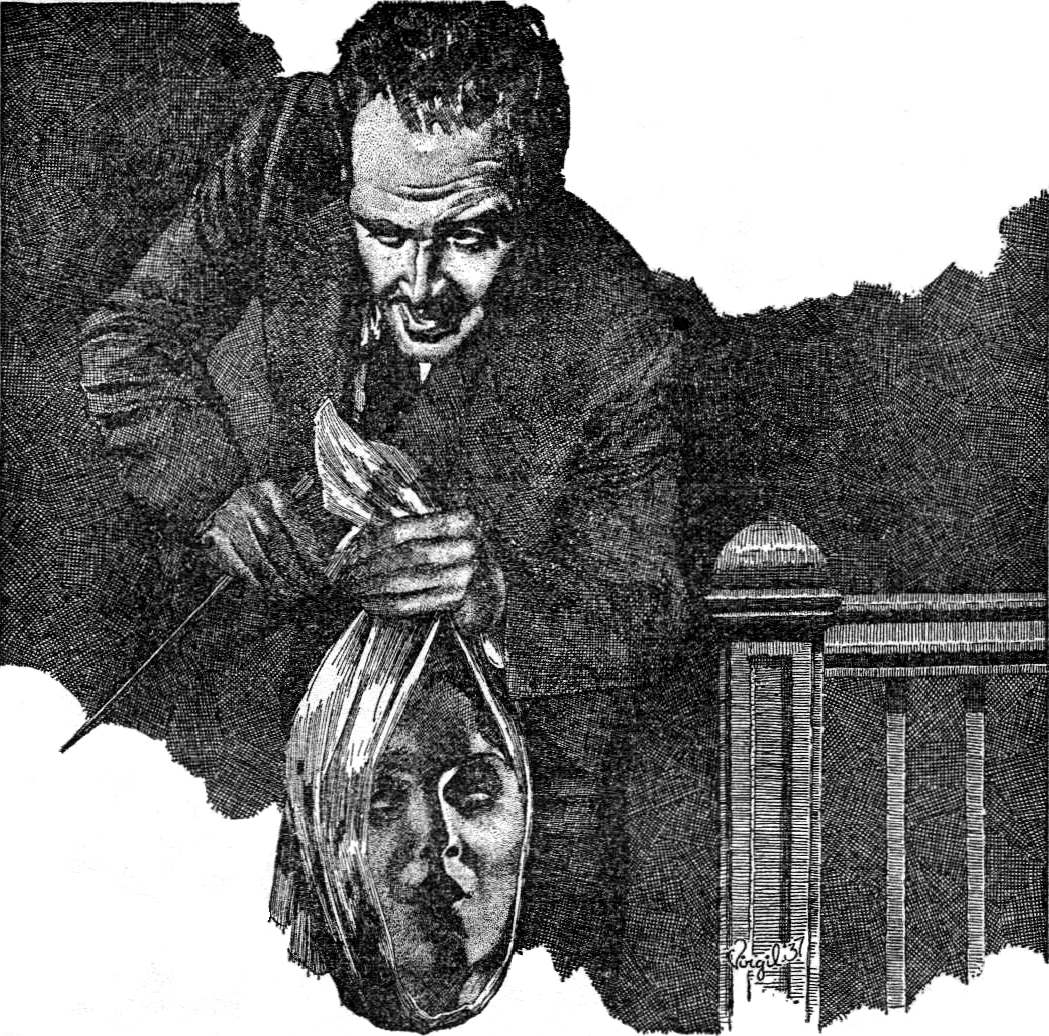
Ilustración de Finlay para el relato de Earl Peirce «The Homicidal Diary», en el número de octubre de 1937.

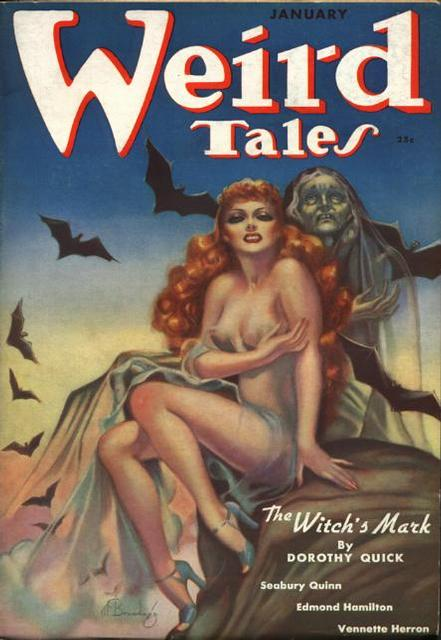
Portada del número de enero de 1938, obra de Margaret Brundage.

### Dorothy McIlwraith

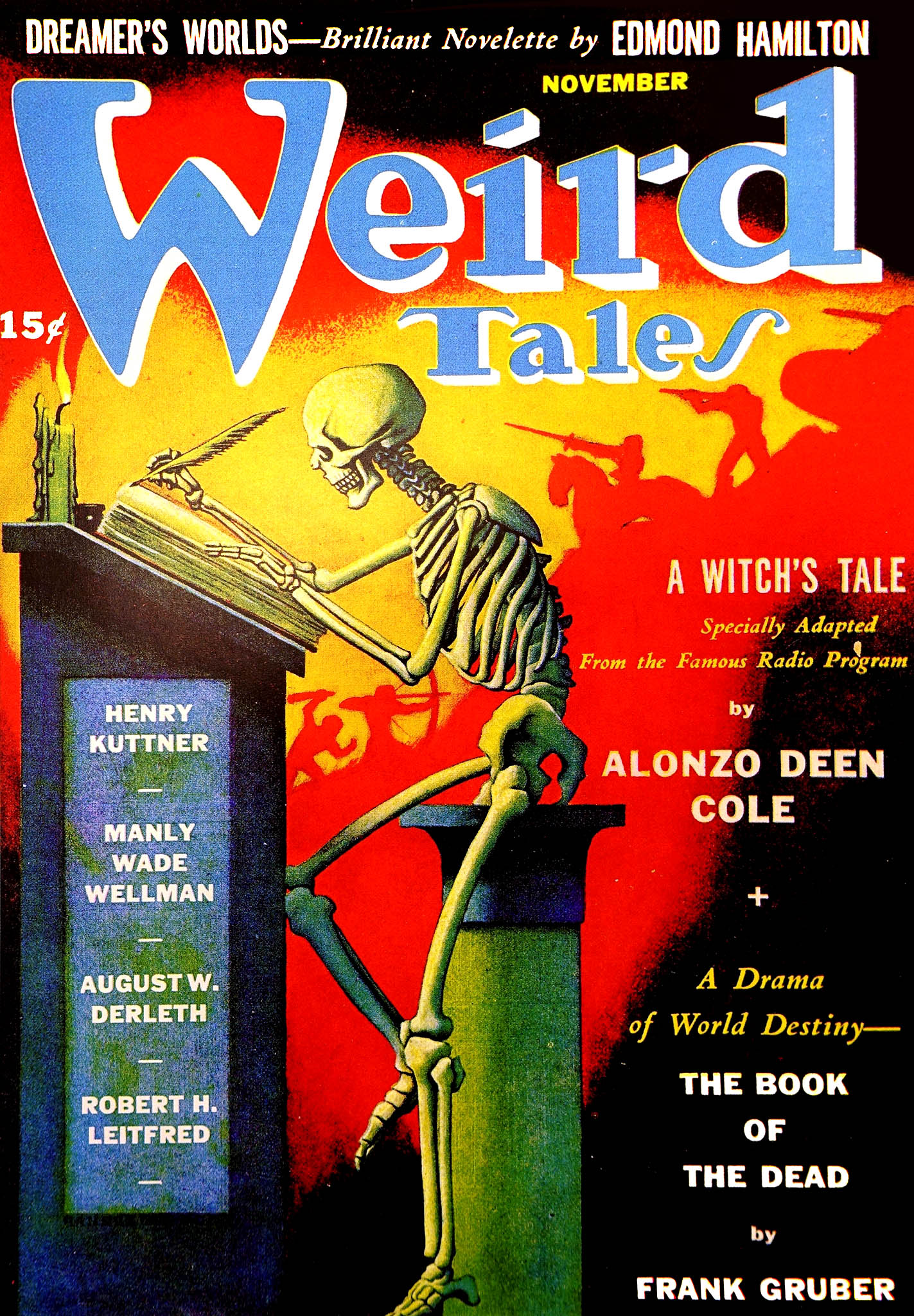
Portada del número de noviembre de 1941, de Hannes Bok.

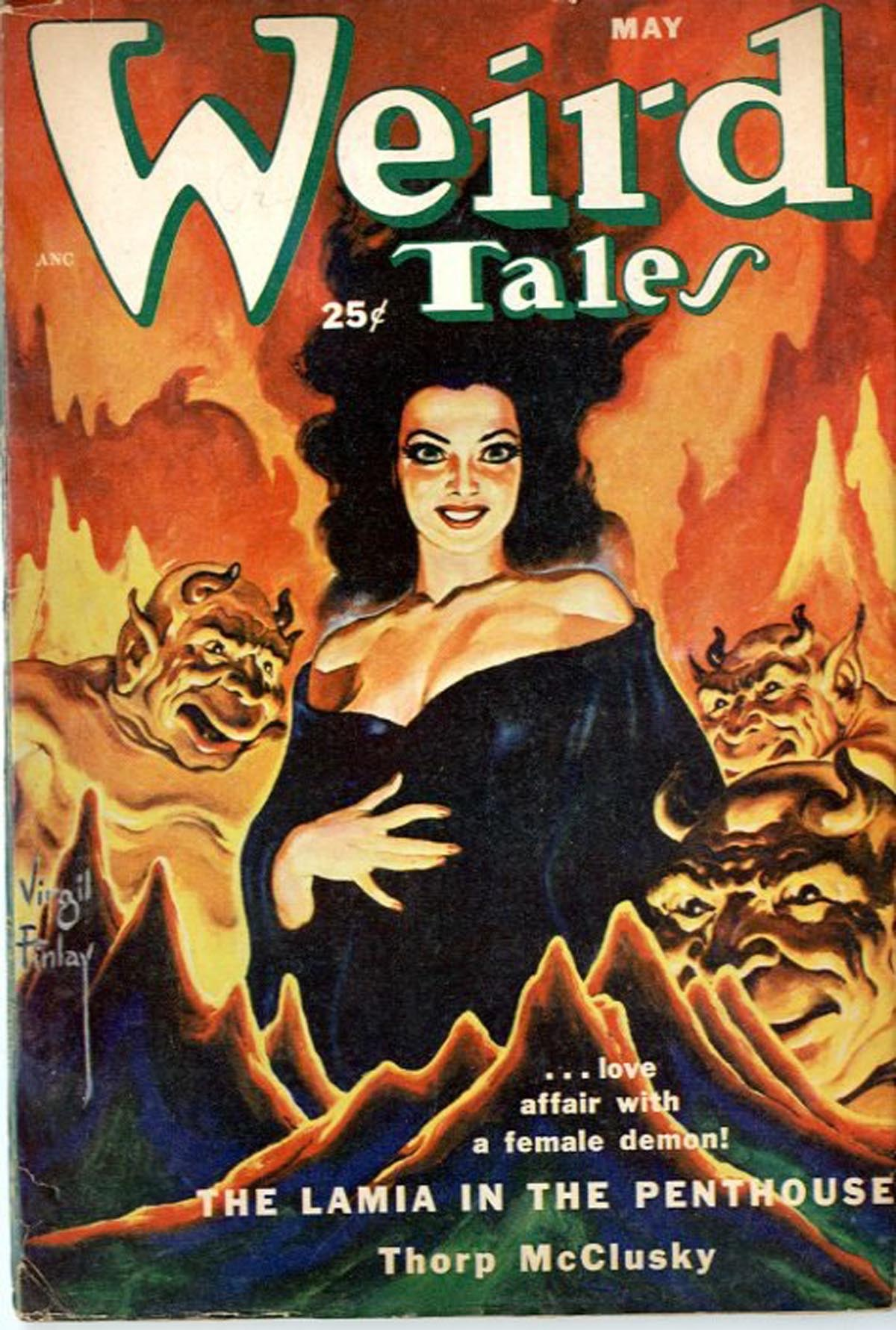
Portada de Virgil Finlay para el número de mayo de 1952.